# Прусиада-на-Гипии
Прусиада-на-Гипии (Прусиада у горы, Прусий на Гиппии, лат. Prusias-ad-Hypium) — древний город в Малой Азии, к востоку от Гераклеи Понтийской. В источниках Прусиада-на-Гипии иногда оказывается спутана с милетской колонией Прусиадой Приморской (Киос), насильственно включенной в состав Вифинского царства в 202 году до н. э. при помощи Филиппа V Македонского, и с Прусой Олимпийской (ныне Бурса).
Первоначально назывался Киер (Kieros). Вероятно, был захвачен тираном Гераклеи Клеархом.
В 281 году до н. э. Киер и Тиос были завоеваны Вифинией у Гераклеи Понтийской. В самом конце царствования Зипойта и начале правления Никомеда Киер находился под властью Вифинского царства. Этот период вифинского господства оказался коротким и не оставил в истории города заметных следов. В 279 году до н. э. Никомед вернул Киер и Тиос по договору за выкуп гераклеотам.
Вероятно, около 190 года до н. э., после основания Вифиниона и до похода Прусия I против Гераклеи, в состав Вифинского царства вошли Киер, получивший новое название Прусиада-на-Гипии, и Тиос, так что Гераклея оказалась полностью окружённой. К моменту подчинения Киера Прусием I он принадлежал Гераклее. В Киере (Прусиаде-на-Гипии) существовал культ Прусия I как основателя города.
Известен декрет в честь Маркиана, сына Домниона, происходившего из Прусиады на Гипии, который натурализовался в Ольвии и в 198 году н. э. вошел в совет архонтов.